# باريت ويلبرت ويد
باريت ويلبرت ويد هي ممثلة ومغنية أمريكية. من مواليد 6 نوفمبر 1988، اشتهرت بأدائها لدور فيرونيكا سوير في إنتاج خارج برودواي لفيلم هيذرز: المسرحية الموسيقية وجانيس ساركيسيان في إنتاج برودواي لفيلم فتيات لئيمات. قدمت صوتها لشخصية أوكتافيا "فيا" جوتيا في مسلسل رئيس جهنمي

## الحياة المبكرة والتعليم
نشأ ويد في بوسطن، ماساتشوستس. في سن الخامسة، بدأت في الأداء مع أوبرا الأطفال في بوسطن. توفي والدها بسبب السرطان عندما كانت في السابعة من عمرها. عندما كانت طفلة، حضرت معسكر لونغ ليك للفنون في لونغ ليك، نيويورك.
التحقت بمدرسة Walnut Hill في معظم المرحلة الثانوية بعد انتقالها من مدرسة إعدادية خاصة. في إحدى المقابلات، قالت ويد عن المدرسة: "إنه مكان مذهل - مثل هوجوورتس. لقد أنقذت مدرسة والنات هيل حياتي". وهي تنسب الفضل في نجاحها اللاحق إلى طاقم العمل والمعايير في مدرسة والنات هيل.
تخرجت من جامعة إيلون بدرجة البكالوريوس في الفنون الجميلة في المسرح الموسيقي في عام 2011.
في 13 أبريل 2019، حصل ويد على جائزة أفضل 10 خريجين تحت سن 10 سنوات من جامعة إيلون، وهي جائزة تُمنح سنويًا "لتكريم 10 خريجين تخرجوا بين عامي 2018 و2009 وحققوا نجاحًا مهنيًا كبيرًا، ويعملون كصانعي فرق في مجتمعاتهم ويدعمون إيلون بإخلاص".
ويد هي ابنة أخت الممثلة كاثي موس، التي بدأت دور ساراجينا في إنتاج برودواي عام 1982 لفيلم Nine وظهرت أيضًا في إنتاجات برودواي الأصلية لفيلم Grease و Grand Hotel.  

## حياة مهنية
ظهرت ويد لأول مرة على مسرح برودواي في مسرحية ليسيستراتا جونز في نوفمبر 2011، كبديلة للعديد من الأدوار النسائية. انتهى العرض في 8 يناير 2012. 
كان دورها الرئيسي التالي هو دور ناديا في النسخة المعاد صياغتها من Bare: A Pop Opera، والتي تسمى الآن Bare: The Musical، في New World Stages . بدأت المعاينات في 19 نوفمبر 2012، مع الافتتاح الرسمي في 9 ديسمبر 2012، واستمر العرض حتى 3 فبراير 2013. 
ثم بدأ ويد في لعب الدور الرئيسي لفيرونيكا في Heathers: The Musical، وهو مقتبس موسيقي من فيلم هيذرز الكلاسيكي لعام 1988. تم عرض المسرحية الموسيقية لأول مرة في مسرح Hudson Backstage في لوس أنجلوس في خريف عام 2013، قبل أن تنتقل إلى نيويورك لعرضها خارج برودواي. بدأت العروض الأولية للعرض في New World Stages في 15 مارس 2014، مع ليلة الافتتاح في 31 مارس. تم ترشيحها لجائزة لوسيل لورتيل وجائزة دراما ديسك عن أدائها. غادر ويد العرض في يونيو، وأغلق العرض في 4 أغسطس 2014. 
في سبتمبر 2014، بدأ ويد في الأداء في FOUND The Musical، وهي مسرحية موسيقية جديدة خارج برودواي تتحدث عن إنشاء كتب ومجلات Found بواسطة دافي روثبارت. لعب ويد دور دينيس. افتتح المعرض في 14 أكتوبر واستمر حتى 9 نوفمبر 2014. 
لعبت ويد دور سالي بولز في إنتاج مسرحية <i id="mwcA">Cabaret</i> التي قدمتها شركة Signature Theatre في الفترة من 12 مايو إلى 28 يونيو 2015 في منطقة واشنطن العاصمة.  فازت عن هذا الأداء بجائزة هيلين هايز لأفضل ممثلة رئيسية في مسرحية موسيقية. 
يروي ويد أغنية "Kill The Boy Band" لغولدي مولدافسكي على Audible.com وأقراص CD الصوتية، والتي تم إصدارها صوتيًا في 1 مارس 2016. 
قامت ويد بدور البطولة في المسرحية الموسيقية الجديدة Mean Girls بدور جانيس ساركيسيان على برودواي. كانت جزءًا من العرض الأول العالمي الذي بدأ في 31 أكتوبر 2017 وانتهى في 3 ديسمبر 2017، في المسرح الوطني. بدأت العروض الموسيقية المقتبسة من فيلم يحمل نفس الاسم على مسرح برودواي في 12 مارس 2018، وافتتحت رسميًا في 8 أبريل 2018.  صرحت ويد بأنها تتعاطف بشدة مع "السخرية الصريحة" لشخصيتها.  تعاون النجم المشارك جراي هينسون وويد معًا للحصول على أدوارهما في الإنتاج.  وكان آخر ظهور لها في هذا الدور في 8 مارس 2020. 
عندما لا تكون مشغولة بالتمثيل، تستمتع ويد بتدريس دروس الصوت والتمثيل للمراهقين، بالإضافة إلى تدريس الفصول الدراسية الرئيسية في المدارس الثانوية. 
منذ عام 2020، قامت بأداء صوت أوكتافيا "فيا" جوتيا في المسلسل الكرتوني للبالغين هيلوفا بوس.
في 2 ديسمبر 2020، تم الإعلان عن انضمام Weed إلى فريق عمل Bridge and Tunnel، وهو برنامج تلفزيوني على إيبيكس . تلعب دور ليزي، "الأخت الكبرى الفنية الساخرة لباجز (براين مولر)، التي تحلم بالنجومية في موسيقى الروك مع فرقتها البانك النسائية Wildfire".  تم بث العرض في 24 يناير 2021.

## الفنية
يتم تصنيف ويد عادةً على أنها ميزو-سوبرانو، وهي معروفة على نطاق واسع بحزامها العالي. 

## الحياة الشخصية
تعد ويد من المدافعين عن عدد من القضايا، بما في ذلك تمكين المرأة، والسيطرة على الأسلحة، وحقوق التصويت.  

## الأعمال

### تلفزيون
| سنة  | عنوان                                    | دور                   | ملحوظات                                         | Ref.   |
| ---- | ---------------------------------------- | --------------------- | ----------------------------------------------- | ------ |
| 2018 | ليلة السبت مباشر                         | هي نفسها (غير مذكورة) | الحلقة: "تينا فاي"                              | [ 24 ] |
| 2018 | برنامج The Tonight Show بطولة جيمي فالون | نفسها                 | الحلقة: "تينا فاي/إيفان راشيل وود/فتيات لئيمات" | [ 25 ] |
| 2019 | تحطم                                     | ديبورا                | الحلقة: "مقدمة، وسط، رئيس"                      | [ 26 ] |
| 2020 | الدماء الزرقاء                           | لورين ويلسون          | الحلقة: "الاختباء في العلن"                     | [ 27 ] |
| 2021 | الجسر والنفق                             | ليزي                  | دور متكرر، أربع حلقات                           | [ 19 ] |

### سلسلة الويب
| سنة              | عنوان      | دور                  | ملحوظات     | Ref.   |
| ---------------- | ---------- | -------------------- | ----------- | ------ |
| 2020، 2022، 2024 | رئيس رائع  | أوكتافيا "فيا" جوتيا | دور الصوت   | [ 28 ] |
| 2021             | ضربة الوحش | كورتني ويتلوك        | سلسلة صغيرة | [ 29 ] |

## اعتمادات المسرح
| سنين)     | إنتاج                            | دور             | موقع                | فئة                  |
| --------- | -------------------------------- | --------------- | ------------------- | -------------------- |
| 2011–2012 | ليسيستراتا جونز                  | أنثى تحت الجلد  | مسرح والتر كير      | برودواي              |
| 2012–2013 | باري: المسرحية الموسيقية         | نادية           | مراحل العالم الجديد | خارج برودواي         |
| 2013      | هيذرز: المسرحية الموسيقية        | فيرونيكا سوير   | كواليس مسرح هدسون   | إقليمي               |
| 2014      | هيذرز: المسرحية الموسيقية        | فيرونيكا سوير   | مراحل العالم الجديد | خارج برودواي         |
| 2014      | تم العثور على المسرحية الموسيقية | دينيس           | شركة مسرح الأطلسي   | خارج برودواي         |
| 2014      | عزيزي إيفان هانسن                | زوي مورفي       |                     | قراءة شهر مايو 2014  |
| 2014      | نادلة                            | فجر لويز بينكيت | المسرح الأمريكي     | ورشة عمل ديسمبر 2014 |
| 2015      | كباريه                           | سالي بولز       | مسرح التوقيع        | إقليمي               |
| 2017      | فتيات لئيمات                     | جانيس سركيسيان  | المسرح الوطني       | تجربة خارج المدينة   |
| 2018–2020 | فتيات لئيمات                     | جانيس سركيسيان  | مسرح أوغست ويلسون   | برودواي              |

## الجوائز والترشيحات
| سنة  | جائزة                               | فئة                                                             | العمل المرشح              | نتيجة |
| ---- | ----------------------------------- | --------------------------------------------------------------- | ------------------------- | ----- |
| 2014 | جائزة دراما ديسك                    | ممثلة بارزة في مسرحية موسيقية                                   | هيذرز: المسرحية الموسيقية | رشح   |
| 2014 | جوائز لوسيل لورتيل                  | أفضل ممثلة رئيسية في مسرحية موسيقية                             | هيذرز: المسرحية الموسيقية | رشح   |
| 2016 | جوائز هيلين هايز                    | أفضل ممثلة رئيسية في مسرحية موسيقية                             | كباريه                    | فائز  |
| 2018 | جوائز الجمهور على موقع Broadway.com | الممثلة المفضلة في مسرحية موسيقية                               | فتيات لئيمات              | فائز  |
| 2018 | جوائز الجمهور على موقع Broadway.com | الأداء المضحك المفضلالثنائي المفضل على المسرح (مع جراي هينسون ) | فتيات لئيمات              | فائز  |

## روابط خارجية
- باريت ويلبرت ويد على موقع IMDb (الإنجليزية)
- باريت ويلبرت ويد على موقع ميوزك برينز (الإنجليزية)
- باريت ويلبرت ويد على موقع قاعدة بيانات برودواي على الإنترنت (الإنجليزية)
- باريت ويلبرت ويد على موقع قاعدة بيانات الفيلم (الإنجليزية)